# Zach Werenski
Zachary "Zach" Werenski, född 19 juli 1997, är en amerikansk professionell ishockeyback som spelar för Columbus Blue Jackets i National Hockey League (NHL). Han har tidigare spelat för Lake Erie Monsters i American Hockey League (AHL); Michigan Wolverines i National Collegiate Athletic Association (NCAA) och Team USA i United States Hockey League (USHL).
Werenski draftades av Columbus Blue Jackets i första rundan i 2015 års draft som åttonde spelare totalt.

## Statistik
| 2009–2010   | Detroit Belle Tire             | T1EHL       | 31  | 16 | 19  | 35  | 10 | —  | — | — | —  | —  |
| 2010–2011   | Detroit Belle Tire             | T1EHL       | 27  | 10 | 15  | 25  | 8  | —  | — | — | —  | —  |
| 2011–2012   | Detroit Belle Tire             | T1EHL       | 35  | 8  | 20  | 28  | 18 | —  | — | — | —  | —  |
| 2012–2013   | Little Caesars AAA Hockey Club | HPHL        | 28  | 7  | 14  | 21  | 18 | —  | — | — | —  | —  |
| 2013–2014   | Team USA                       | USHL        | 35  | 6  | 13  | 19  | 17 | —  | — | — | —  | —  |
|             | U.S. National U17 Team         |             | 47  | 7  | 24  | 31  | 42 | —  | — | — | —  | —  |
|             | U.S. National U18 Team         |             | 4   | 1  | 0   | 1   | 0  | —  | — | — | —  | —  |
| 2014–2015   | Michigan Wolverines            | NCAA        | 35  | 9  | 16  | 25  | 8  | —  | — | — | —  | —  |
| 2015–2016   | Michigan Wolverines            | NCAA        | 36  | 11 | 25  | 36  | 20 | —  | — | — | —  | —  |
|             | Lake Erie Monsters             | AHL         | 7   | 1  | 0   | 1   | 0  | 17 | 5 | 9 | 14 | 2  |
| 2016–2017   | Columbus Blue Jackets          | NHL         | 78  | 11 | 36  | 47  | 14 | 3  | 1 | 0 | 1  | 0  |
| 2017–2018   | Columbus Blue Jackets          | NHL         | 77  | 16 | 21  | 37  | 16 | 6  | 1 | 2 | 3  | 2  |
| 2018–2019   | Columbus Blue Jackets          | NHL         | 82  | 11 | 33  | 44  | 18 | 10 | 1 | 5 | 6  | 9  |
| 2019–2020   | Columbus Blue Jackets          | NHL         | 63  | 20 | 21  | 41  | 10 | 10 | 1 | 2 | 3  | 4  |
| 2020–2021   | Columbus Blue Jackets          | NHL         | 35  | 7  | 13  | 20  | 13 | —  | — | — | —  | —  |
| NHL totalt  | NHL totalt                     | NHL totalt  | 335 | 65 | 124 | 189 | 71 | 29 | 4 | 9 | 13 | 15 |
| NCAA totalt | NCAA totalt                    | NCAA totalt | 71  | 20 | 41  | 61  | 28 | —  | — | — | —  | —  |

### Internationellt
| Källa: Uppdaterad: 2020-08-31 | Källa: Uppdaterad: 2020-08-31 | Källa: Uppdaterad: 2020-08-31 |               | Utv = Utvisningsminuter | Utv = Utvisningsminuter | Utv = Utvisningsminuter | Utv = Utvisningsminuter | Utv = Utvisningsminuter |
| År                            | Lag                           | Mästerskap                    | Matcher       | Mål                     | Assists                 | Poäng                   | Utv                     |                         |
| ----------------------------- | ----------------------------- | ----------------------------- | ------------- | ----------------------- | ----------------------- | ----------------------- | ----------------------- | ----------------------- |
| 2015                          | USA                           | JVM                           | 5             | 1                       | 1                       | 2                       | 2                       |                         |
| 2016                          | USA                           | JVM                           | 7             | 2                       | 7                       | 9                       | 4                       |                         |
| 2019                          | USA                           | VM                            | 2             | 0                       | 0                       | 0                       | 0                       |                         |
| Junior totalt                 | Junior totalt                 | Junior totalt                 | Junior totalt | 12                      | 3                       | 8                       | 11                      | 6                       |
| Senior totalt                 | Senior totalt                 | Senior totalt                 | Senior totalt | 2                       | 0                       | 0                       | 0                       | 0                       |